# Andreas Henne

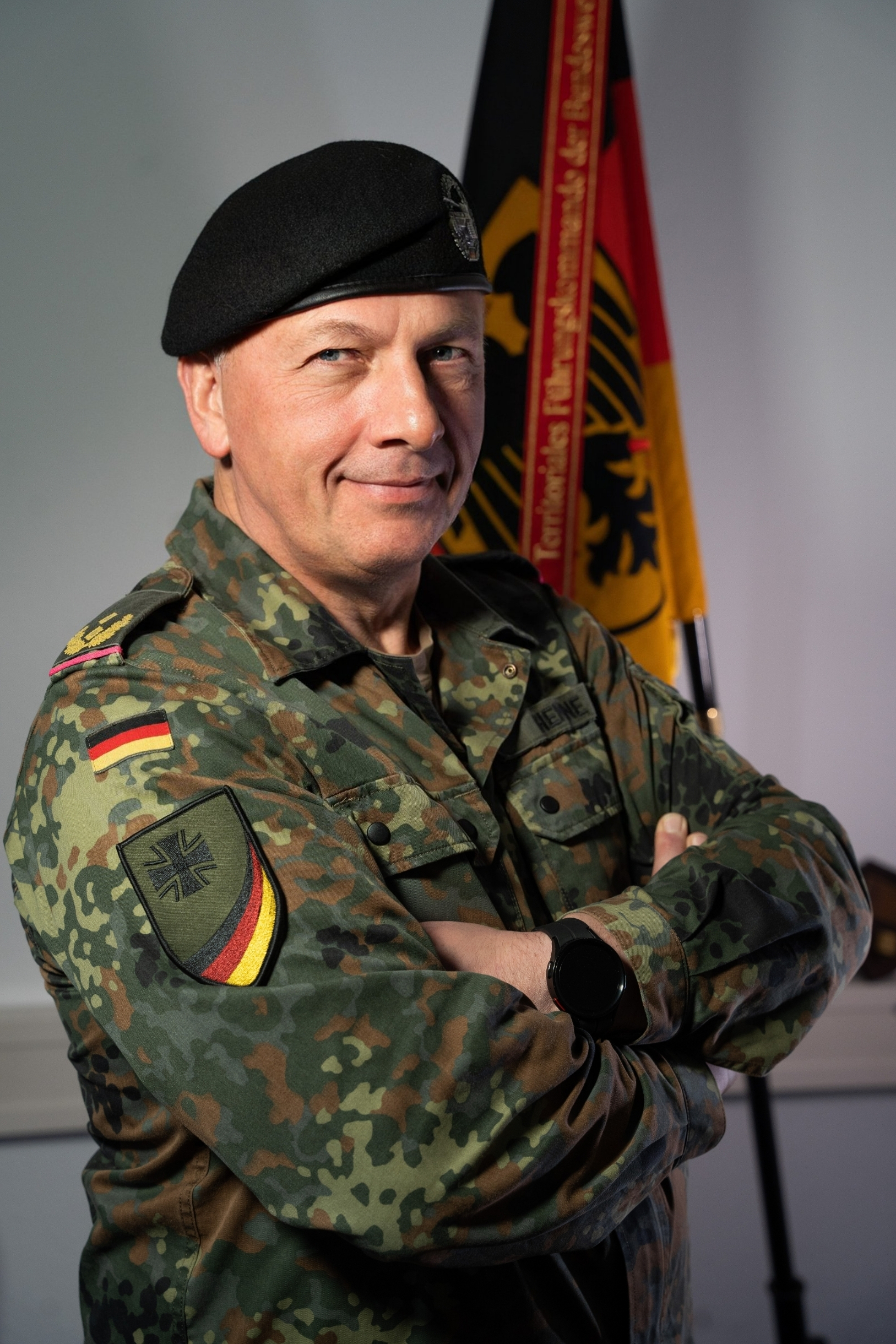

Andreas Henne (* 22. Januar 1966 in Recklinghausen) ist ein Generalmajor des Heeres und seit dem 14. März 2025 Kommandeur der Heimatschutzdivision der Bundeswehr.

## Militärische Laufbahn

### Ausbildung und erste Verwendungen
Henne trat im Jahr 1986 als Offizieranwärter in den Dienst der Bundeswehr beim Panzerbataillon 44 in Göttingen ein. Während seiner Offizierausbildung war er unter anderem Zugführer in der 2. Kompanie des Panzerbataillons 104 in Pfreimd, bevor er zum Studium der Staats- und Sozialwissenschaften 1989 an die Universität der Bundeswehr München versetzt wurde. Das Studium schloss er 1992 als Diplom-Staatswissenschaftler ab.
Danach war Henne Kompaniechef bei der 3. und später der 6. Kompanie des Panzerbataillons 64 (Unteroffizierlehrkompanie) in Wolfhagen, bevor er 1998 Hörsaalleiter an der Panzertruppenschule in Munster wurde.

### Generalstabsausbildung und Dienst als Stabsoffizier
Von 1999 bis 2001 absolvierte Henne den 42. Generalstabslehrgang des Heeres an der Führungsakademie der Bundeswehr in Hamburg. Nach diesem Lehrgang wurde er bis 2003 G3 – Operation/Planung/Übung bei der 1. Panzerdivision in Hannover. In der Zeit wurde er auch als Director of Staff Operations im Hauptquartier der Multinationale Brigade Süd von KFOR in Prizren, Kosovo eingesetzt. Von 2003 bis 2006 diente Henne beim Bundesministerium der Verteidigung in Bonn und Berlin zunächst als Referent und dann als Verbindungsoffizier des Inspekteurs des Heeres im Führungsstab des Heeres, bevor er 10 Jahre lang als Referent der Arbeitsgruppe Verteidigung an die CDU/CSU-Bundestagsfraktion abgestellt wurde.

### Generalsverwendungen
Im Januar 2017 wurde Henne schließlich Nachfolger von Michael Matz als General für Standortaufgaben Berlin beim Kommando Territoriale Aufgaben der Bundeswehr und kurze Zeit später zum Brigadegeneral befördert. Im September 2020 folgte er Jobst Schönfeld als stellvertretender Kommandeur und Beauftragter für Reservistenangelegenheiten Kommando Territoriale Aufgaben der Bundeswehr.
Mit Aufstellung des Territorialen Führungskommandos der Bundeswehr zum 1. Oktober 2022 wurde Henne zu dessen erstem stellvertretenden Befehlshaber ernannt. Auf diesem Dienstposten wurde er zum Generalmajor befördert.
Am 14. März 2025 wurde er zum Kommandeur der Heimatschutzdivision der Bundeswehr ernannt.

## Sonstiges
Henne ist verheiratet und Vater dreier Kinder.

## Ehrungen
- Verdienstorden des Landes Berlin (2021)[2]
- Deutsches Feuerwehr-Ehrenkreuz in Gold (2022)